# Грузини
Грузи́ни, або картвелебі (груз. ქართველები «картвелебі», однина — ქართველი, «картвелі») — народ картвельської мовної родини, що становить основне населення Грузії, проживає переважно в центральній і західній частині Південного Кавказу, а також північно-східній Туреччині.

## Назва
Самоназва грузинів ქართველები, «картвелебі», за легендою, походить від імені їхнього міфічного прародителя Картлоса. З його ім'ям також пов'язані слова საქართველო, «Сакартвело» — «Грузія» і ქართული, «картулі» — «грузинська мова». Проте, дослідники припускають, що справжнім джерелом самоназви слід вважати найменування пракартвельської етнічної групи картів, яка підкорила своєму впливу сусідні племена. Стародавні греки (Гомер, Страбон, Геродот, Плутарх) і римляни (Тит Лівій, Тацит) називали західних грузинів колхами, а східних — іберійцями.
Українська назва грузинів, очевидно, походить від тюркського найменування цього народу — «гурджі», яке, можливо, пов'язане з перс. gurg («вовк»). Хоронім Ґорґан, яким перси позначали землі на південному березі Каспійського моря, буквально означає «країна вовків».
У багатьох мовах найменування грузинів є похідними від імені «Георгій» (англ. Georgians, фр. Géorgiens, нім. Georgier, ісп. Georgianos, грец. Γεωργιανοί). Жак де Вітрі поясняв це тим, що Святий Георгій, будучи покровителем Грузії, дав своє ім'я країні й народу, у той час як Жан Шарден виводив назву безпосередньо від грец. γεωργός («хлібороб», «рільник») — оскільки на момент появи в Колхіді грецьких мандрівників там було високорозвинене рільництво, греки назвали місцевих жителів «хліборобами» (γεωργοι). Проте, зараз переважає точка зору, згідно з якою ця назва теж пов'язана з перським коренем gurğ/gurğān.

## Етногенез
Грузинський (картвельський) етнос виник ще за часів Вавилону та Ассирії в Малій Азії шляхом злиття кількох стародавніх народів[джерело?]. Предки грузинів, так само як і інших народів іберо-кавказької мовної сім'ї, прийшли на Кавказ з півдня, з Малої Азії орієнтовно в III тис. до н. е.[джерело?]
У IX столітті під керівництвом династії Багратидів (Багратіонів) настає час економічного, культурного і політичного підйому Грузії. На початку XI — ого століття цар Баграт III об'єднав дві основні частини Грузії — Колхіду (Колхеті) на заході й Іберію (Картлі) на сході. Під час правління наступних царів, серед яких особливо слід виділити Давида IV Агмашенебелі (1089—1125), Георгія III (1156—1184), Царицю Тамар (1184—1212), Грузія вступила у свою золоту епоху. Країна включилася в східну транскаспійську та візантійську чорноморську економічну систему, що зумовило бурхливий розвиток виробництва і торгівлі. У XII столітті в Грузії заснували попередниць європейських наукових академій (академії в Гелаті і Ікалто), де грузинська молодь вивчала неоплатонізм і філософію Арістотеля[джерело?]. У той час було споруджено низку яскравих архітектурних споруд. 
Великих успіхів досягла грузинська література; було створено видатні історичні і філософські праці, але особливо слід відзначити досягнення в поезії і ліриці. Відома поема поета XII століття Шота Руставелі «Витязь у тигровій шкурі» говорить про розвиток грузинської культури у той час.

## Субетнічний поділ

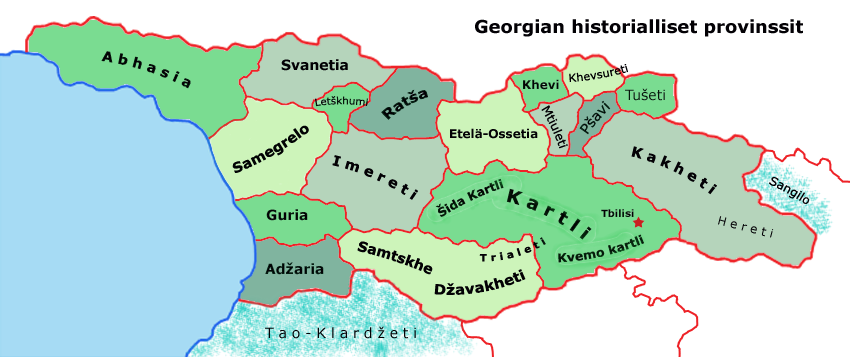
Мапа історико-етнографічних регіонів Грузії.

Гірський рельєф переважної частини Грузії, зумовив дуже неоднорідні умови проживання в різних її регіонах. Гірські хребти також стали бар'єрами, які спричинили ізольованість навіть жителів окремих долин. Через такі умови етногенезу для грузинського народу характерна класифікація на чіткі субетнічні групи.
Основні субетнічні групи:
- Картлійці
- Кахетинці
- Інгілойці
- Пшави
- Хевсури
- Тушини
- Мтіули
- Лечхумці
- Рачинці
- Імеретини
- Месхи
- Джавахи
- Мохевці
- Гурійці
- Аджарці
- Мегрели
- Свани
- Лази.

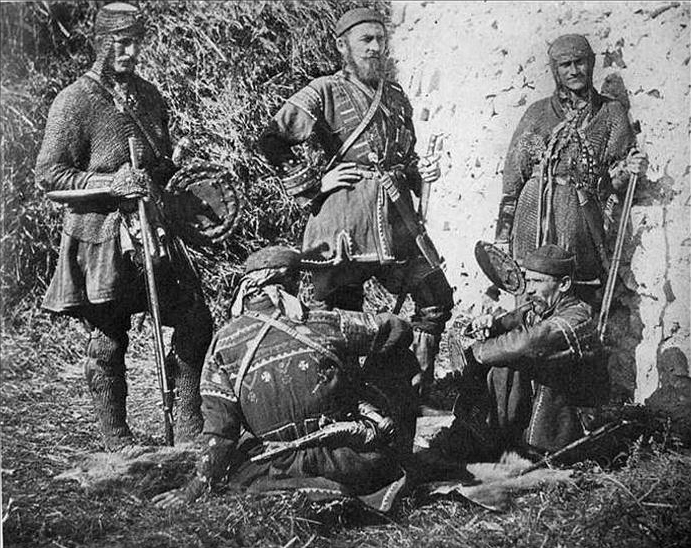
Грузини-тушини. Поч. XX ст.
Хевсур. Поч. XX ст.
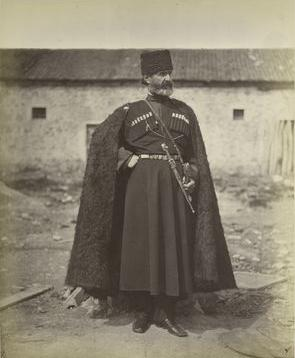
Імеретинець. Кін. XIX ст.
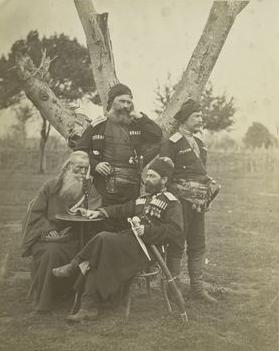
Гурійці. Кін. XIX ст.

Сванів, мегрелів і лазів часто вважають окремими народами, на підставі того, мови цих груп досить сильно відрізняються від грузинської. В Грузії ж їх вважають субетносами, а їхні мови скоріше діалектами грузинської[джерело?].

## Традиційна матеріальна культура

### Сільське господарство
У міжгір'ях східної Грузії споконвіку займалися землеробством, поєднуючи вирощування жита, ячменю, чаю та цитрусових із виноградництвом, овочеводством та шовководством. Тваринництво мало лише другорядне значення. У західній Грузії поряд із традиційними зерновими культурами (просо, жито, ячмінь) з середини XVII — ого століття поширюється також вирощування кукурудзи.
З середини XIX — ого століття окрім чаю, цитрусових та інших субтропічних культур розпочато також виробництво тютюну та бавовни.

#### Виноробство
Важлива галузь грузинського сільського господарства — виноробство. Їм займалися скрізь де існувала виноградна лоза. Головними центрами виноробства вважалися Кахетія на сході Грузії та Імеретія на заході. Виноробство вимагало від селянина високої професійної майстерності та великих зусиль. Вино було одним з головних предметів грузинського експорту у часи середньовіччя.
Впродовж багатьох століть виноробство було не лише основою економічного  багатства Грузії, але і частиною її духовної культури. Вино для грузина — це не просто напій. Відношення до нього, скоріше, релігійне. Вино зміцнює народний дух, об'єднує гостей традиційних кавказьких застіль. Виноградну лозу славлять  у грузинських легендах та оповіданнях, народних піснях тощо. Вино в Грузії — це національне надбання, що приваблює сюди туристів з усього світу. Грузія історично була територією, де процвітав культ виноробства. Сьогодні ніхто не скаже, коли і звідки на цій землі з'явилася перша виноградна лоза, але сприятливий клімат, що панує тут, сприяв зростанню у Грузії бурштинових виноградних кетягів.
Виявлені на теренах  Грузії відбитки виноградного листя минулих геологічних епох, знайдені в стародавніх похованнях глеки із залишками виноградних кісточок не залишають сумніву в тому, що Грузія ще в минулі епохи була прабатьківщиною виноробства[джерело?]. Про це говорить і знайдене археологами на території країни виноробницьке устаткування — кам'яні преси, тиснева винограду, різні винні посудини з глини та металу, що відносяться до III—II тисячоліть до нашої ери. Про глибоке коріння виноробства говорять також зображення виноградної лози на величезних вритих у землю кінцевих посудинах для зберігання вина — «квеврі», виявлених в поселеннях, вік яких, на думку археологів, становить понад 8000 років. У міру розвитку виноградництва  і виноробства в Грузії з'явилися найцінніші сорти винограду, почали розрізняти лозу по сортах та використовувати  місцеві способи виробництва вина. Центром культивації винограду і виготовлення вина завжди була Східна Грузія — стародавня Кахетія. Алазанська долина є найславетнішим виноробницьким районом Кахетії. Її унікальне географічне місцерозташування, близькість річок, захищеність від вітру горами Великого Кавказу і відмінні ґрунти долини створюють ідеальні умови для обробки винограду і дозволяють отримувати справді якісні  вина. Кахетинські вина відрізняються оригінальним букетом та смаком.  

### Житло
Поселення та житла у різних регіонах Грузії також мали свої особливості. У східній Грузії переважали великі поселення, розподілені на квартали та садиби, що знаходилися у безпосередній близькості одне до одного. Будівлі споруджувалися головним чином з каміння. У західній Грузії села мали вільне планування та інколи розтягувались на багато кілометрів. Як помешкання слугував будинок з колод та дощок. Дах головним чином вкривали соломою. У гірських районах села були невеличкі за розміром, та розташовувалися на гірських схилах непридатних до землеробства. Трьох-чотирьох поверхові кам'яні будинки дещо нагадували середньовічні фортеці. В населення низинних районів Грузії склався загальний тип національного одягу. Чоловічий одяг — вільна сорочка тунікоподібного штибу, штани, шерстяні або шкіряні ногавиці (гетри) коротенький обтяжуючий талію архалук (тип катану) із застіжками від комірця до поясу, довга (до колін або нижче) чоха (черкеска) із газирями, пояс. На ноги одягали в'язані шкарпетки, шкіряне або в'язане взуття.

### Вбрання

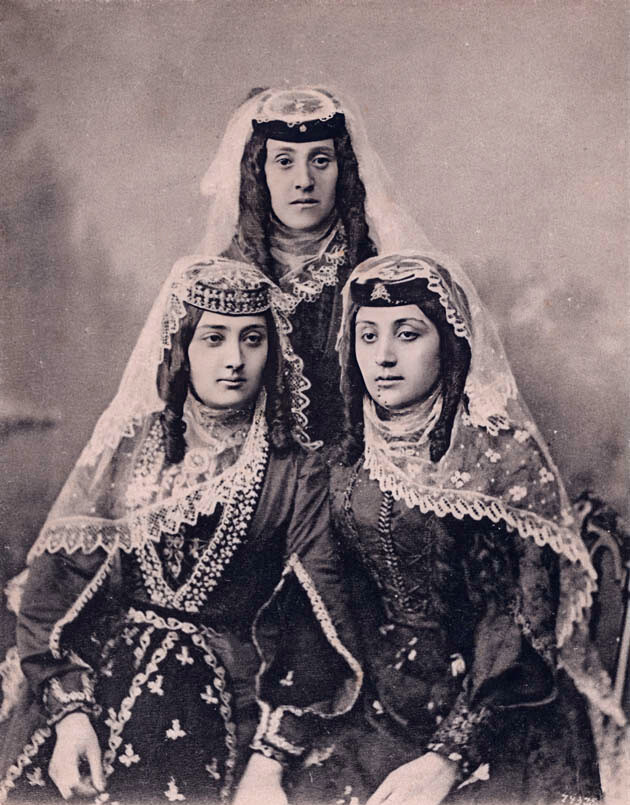
Грузинки в національному вбранні. Поч. XX ст.

Традиційний одяг — важливе джерело вивчення етнічної історії кожного народу. У грузинів поєднувалися два основних типи костюма: загальнокавказький та ірано-турецький. Переважав перший. Традиційний одяг грузин різних зон однотипний. Типовий чоловічий костюм характерний тим, що він вузький, довгий. Чоловічий костюм включав сорочку (перангі), штани (ніпхаві, шарвалі), верхній одяг-чоха (подоба черкески) і короткий ахалухі (тип бешмет), надягають під чоху, пояс (вовняний, шовковий, шкіряний). Взимку носили кожух (ткави), бурку (набаді). Головним убором служили повстяні шапки (набдіс Куди), хутряні шапки, башлики. На ноги одягали в'язані шкарпетки (ціндебі). В'язані або шкіряні ногавиці (пачічебі), каламані-саморобну взуття з сиром'ятної шкіри у вигляді личаків, в горах носили в'язані чоботи (чітебі); соціальна верхівка-шкіряні чобітки на підборах. 
Грузини носили чоху різної довжини, зшиту з місцевої темно-синьої або привізною кустарної тканини. Вона спадала нижче середини гомілки. Скроєна з одного полотнища, чоха має сильно скошений до спини бочок і повністю відрізну спинку. Спереду чоха не сходилися у всю довжину, залишаючи відкритим архалук. Архалук надягали під чоху і шили зазвичай з чорного гумки або сатину. Штани шили також з ластику, причому кожна штанина мала вигляд дуже широкого прямокутника, зі скошеним кутом. 
Жіночий костюм складався з сорочки (перангі), довгих штанів (шейдіші), довгої сукні (картулі каба-«грузинське сукні») з нагрудної вставкою (гуліспірі), сукні підперізували довгим матер'яним поясом (сарткелі), кінці якого спускалися майже до подолу. Звичайну сукню шили з одноколірної шовкової або вовняної тканини. Улюбленими кольорами для молодих були білий, рожевий, блакитний. Більш літні носили кольори темних відтінків. [3] Поверх сукні заможні грузинки надягали катібі-орні оксамитову одяг на хутрі. Головний убір складався з вуалі (Лечак), картонного обідка, обшитого оксамитом (чихта), тонкого валу, обшитого шовком, і головного пов'язки (тавсакраві) зазвичай з оксамиту. Виходячи на вулицю, грузинки обов'язково накидали хустку (багдаді). На ногах носили черевики на каблуках без задників (коші), м'яке взуття з сап'яну без підборів (типу тапочок-плості), сап'янові півчобітки (цугу), каламані. [4] 
Грузинки постійно носили прикраси. Місцеві ковалі по золоту, що володіли великою майстерністю, постачали жіноче населення села недорогими кільцями, браслетами, сережками, поясами, намистами, застібками і т. д. 
У деяких районах жінки не носили катібі, іншим був головний убір. Покриємо, кольоровою гамою, способами прикраси (тасьма, аплікація, вишивка шерстю і бісером) відрізнявся костюм хевсурів, представляв яскраву гаму червоного, помаранчевого, синього, блакитного, жовтого кольорів. Костюм Тушин був темних, в основному чорних, тонів. Для жіночого одягу було характерно велика кількість срібних прикрас у вигляді ланцюжків. 
Традиційний костюм грузин змінився одягом міського типу. Зберегли значення колірна гамма, повстяні головні убори, окремі елементи у професійній одязі чабанів і пастухів (бурка, каламані). Зараз національний костюм зберігся тільки частково. Проте його вживають під час різних свят при виконанні народних пісень і танців.